# Protium robustum
Protium robustum là một loài thực vật có hoa trong họ Burseraceae. Loài này được (Swart) D.M.Porter miêu tả khoa học đầu tiên năm 1970.